# Мальцівська сільська рада
Мальцівська сільська рада — колишній орган місцевого самоврядування у Козельщинському районі Полтавської області з центром у селі Мальці.

## Населені пункти
Сільраді були підпорядковані населені пункти:
- c. Мальці
- с. Улинівка